# Elias Melzer
Elias Melzer (* 1530; † 11. Juli 1594 in Görlitz), eigentlich Elias Melzer genannt Eschenlauer, war Bürgermeister von Görlitz. Er verfasste ein heute im Görlitzer Ratsarchiv befindliches Tagebuch, das vom bedeutenden Geschichtsforscher Christian Knauthe als Quelle für die Schwenkfeld’sche Bewegung Mitte des 16. Jahrhunderts verwendet wurde.
Melzer, ein Sohn Urban Melzers und Enkel Bernhard Melzers, war verheiratet mit Ursula, einer Enkelin Georg Emmerichs. Durch die Adelung seines Vaters hieß Elias eigentlich Melzer genannt Eschlauer. Sie ‚legierten‘ de dato 1602 für drei Jahre jeweils 200 Taler an arme und unbemittelte, teilweise auch verwandte Görlitzer Studierende.
In einem zeitweise im Görlitzer Rat üblichen Abstand von (falls möglich) jeweils vier Jahren war er Bürgermeister in den Jahren 1572, 1576, 1580, 1584, 1588 und 1591.